# Marc Buculeu
Marc Buculeu (en llatí Marcus Bucculeius) va ser un jurista romà poc expert en temes jurídics.
Ciceró, al seu tractat De Oratore, posa en boca de Luci Licini Cras una descripció més aviat sarcàstica del personatge. A Buculeu l'anomena familiaris noster, neque meo judicio stultus, et suo valde sapiens (un familiar nostre, segons el meu judici estúpid, segons el seu, molt savi). S'explica una anècdota de la seva falta de precaució legal. Va fer els documents de venda d'una casa a Luci Fufi, i van convenir que les finestres de la casa havien de ser sempre com en aquell moment. Per això, Fufi, cada vegada que s'aixecava un edifici que pogués veure des de les seves finestres, per llunyà que fos, iniciava una acció legal contra Buculeu per incompliment de l'acord.